# 柿竹水库
柿竹水库是中国湖南省衡阳市衡阳县金溪镇境内的一座水库，位于湘江支流蒸水的支流柿竹水上，建于1958年。水库正常库容为2135万立方米，集雨面积为78.6平方千米，海拔为131.4米。